# Alex Foster (Musiker)
Paul Alexander „Alex“ Foster (* 10. Mai 1953 in Oakland) ist ein amerikanischer Jazz- und Studiomusiker (Alt- und Tenorsaxophon, auch Sopransaxophon, Klarinette, Querflöte, Piccoloflöte). Er spielt Altsaxophon in der Saturday Night Live Hausband und leitet als musical director die Mingus Big Band, das Mingus Orchestra und Mingus Dynasty.

## Leben und Wirken
Foster stammt aus einer Musikerfamilie. Er studierte zunächst klassische Klarinette am San Francisco Conservatory of Music, am Curtis Institute of Music sowie am Institut de Hautes Etudes Musicales (IHEM) im Kanton Wallis, Schweiz. Er war Mitglied der Oakland Symphony und der San Francisco Light Opera bevor er sich dem Jazz zuwandte.
1970 gründete er mit Mike Wolff ein eigenes Quintett. 1972 zog er nach New York City und spielte bei Duke Pearson, Clark Terry und Chico Hamilton. 1975 war er Gründungsmitglied von Jack DeJohnettes Directions. Er spielte mit McCoy Tyner, Nat Adderley und Freddie Hubbard und hatte ein Engagement am Broadway beim Musical Ain’t Misbehavin’. Von 1982 bis 1985 ging er mit Jaco Pastorius’ Big Band auf drei Welttourneen und nahm zwei Livealben auf. Als Studiomusiker erschien er unter anderem auf Paul Simons Graceland und auf Aufnahmen mit Paul McCartney. Zu hören war er u. a. auch auf John Clarks Album I Will (1997).
Von 1985 bis 1990 und wieder seit 1995 war Foster Mitglied der Saturday Night Live Hausband. Dazwischen tourte er unter anderem mit dem Gil Evans Orchestra und Steps Ahead. Später lebte er zehn Jahre in Griechenland, wo er als Berater für das Modern Music Institute tätig war. Er ist Mitglied der mit Gil-Evans-Alumni besetzten Monday Night Band.

## Diskografie (Auswahl)

### Bandmitglied
- Jack DeJohnettes Directions: Cosmic Chicken (Prestige Records, 1975)
- Jack DeJohnettes Directions: Untitled (ECM Records, 1976)
- Jack DeJohnettes Directions: New Rags (ECM Records, 1977)
- Jaco Pastorius Big Band: Invitation (Warner Bros., 1983)
- The Gil Evans Orchestra: Tribute To Gil (Soul Note, 1989)
- Jaco Pastorius: Live in New York City. Vols. 1, 3, 6 (Big World Music, 1990, 1991, 1998)
- Miles Davis & Quincy Jones: Miles & Quincy Live at Montreux (Warner Bros., 1993)
- The Monday Night Orchestra: Playing The Music of Gil Evans – Live at Sweet Basil (Apollon, 1993)

### Studioarbeit
- Lou Reed: Sally Can't Dance (RCA Records, 1974)
- McCoy Tyner: Inner Voices (Milestone Records, 1978)
- Chic: C'est Chic (Atlantic Records, 1978)
- Chic: Risqué (Atlantic Records, 1979)
- Sister Sledge: We Are Family (Cotillion Records, 1979)
- Paul Simon: Graceland (Warner Bros., 1986)
- Michael Bolton: The Hunger (Columbia Records, 1987)
- Laurie Anderson: Strange Angels (Warner Bros., 1989)
- John Scofield: That's What I Say (Verve Records, 2005)
- Katy Perry: Prism (Capitol Records, 2013)

### Solo
- John Lewis & Alex Foster Transaxdrum (Finite 1977)
- Alex Foster: Beginnings...Goodbye (Big World Music, 1991)
- Alex Foster, Mike Wolff: Pool of Dreams (Truspace Records, 1997)
- Alex Foster: Alex Foster's Condition (LionBoy Records, 2011)

## Lexikalische Einträge
- Leonard Feather & Ira Gitler, The Biographical Encyclopedia of Jazz. Oxford/New York, 1999, ISBN 0-19-532000-X.